# Équipe de France de football en 1935
Chronologie
Saison précédente Saison suivante
L'équipe de France joue sept matches en 1935 pour deux victoires, un nul et quatre défaites. 
Retour de George Kimpton pour les entraînements.
Contre la Belgique, Mattler blessé à la cuisse est remplacé par Vandooren à la 43e minute. Protestations des officiels belges car la fifa n'autorise les remplacements que jusqu'à la 40e minute. Mattler est obligé de revenir sur le terrain à la reprise et Vandooren doit se retirer.

## Les matchs
| Date              | Stade                                           | Adversaire | Score | Comp | Buteurs français               |
| 24 janvier 1935   | Stade de Chamartín Madrid, Espagne              | Espagne    | D 0-2 | A    | -                              |
| 17 février 1935   | Stadio Nazionale del P.N.F. Rome, Italie        | Italie     | D 1-2 | A    | Keller (26e)                   |
| 17 mars 1935      | Parc des Princes Paris, France                  | Allemagne  | D 1-3 | A    | Duhart (59e)                   |
| 14 avril 1935     | Stade du Heysel Bruxelles, Belgique             | Belgique   | N 1-1 | A    | Courtois (20e)                 |
| 19 mai 1935       | Stade olympique Yves-du-Manoir Colombes, France | Hongrie    | V 2-0 | A    | Courtois (37e, 72e)            |
| 27 septembre 1935 | Stade des Charmilles Genève, Suisse             | Suisse     | D 1-2 | A    | Weiler (4ecsc)                 |
| 11 novembre 1935  | Parc des Princes Paris, France                  | Suède      | V 2-0 | A    | Berg (12e) csc, Courtois (70e) |

A : match amical.

## Les joueurs
| Joueurs                                                            |    |    |     |    |    |    |    |
| Gardiens de but                                                    |    |    |     |    |    |    |    |
| Alexis Thépot (Red Star) (dernières sélections)                    | 90 |    | 90  |    |    |    |    |
| René Llense (FC Sète) (1resélection)                               |    | 90 |     | 90 | 90 | 90 | 90 |
| Défenseurs                                                         |    |    |     |    |    |    |    |
| Étienne Mattler (FC Sochaux)                                       | 90 | 90 | 90  | 90 | 90 | 90 | 90 |
| Jules Vandooren (Olympique lillois)                                | 90 | 90 | 90  |    | 90 | 90 |    |
| Raoul Diagne (Racing Paris)                                        |    |    |     | 90 |    |    | 90 |
| Milieux                                                            |    |    |     |    |    |    |    |
| Georges Verriest (Racing Club de Roubaix)                          | 90 | 90 | 90  | 90 | 90 |    | 90 |
| Louis Gabrillargues (FC Sète)                                      | 90 | 90 | 90  |    |    | 90 | 90 |
| Maxime Lehmann (FC Sochaux), (1resélection)                        | 90 |    |     |    |    |    |    |
| Edmond Delfour (Racing Paris)                                      |    | 90 | 90  | 90 | 90 | 90 | 90 |
| Max Charbit (dernières sélections)                                 |    |    |     | 90 | 90 |    |    |
| Marcel Desrousseaux (1resélection)                                 |    |    |     |    |    | 90 |    |
| Attaquants                                                         |    |    |     |    |    |    |    |
| Roger Courtois (FC Sochaux)                                        | 90 | 90 |     | 90 | 90 | 90 | 90 |
| Jean Nicolas (FC Rouen)                                            | 90 |    | 90  |    |    |    |    |
| Marcel Langiller (AS Saint-Étienne)                                | 90 |    |     | 90 |    |    |    |
| Joseph Alcazar (Olympique de Marseille) (11eet dernière sélection) | 90 |    |     |    |    |    |    |
| Roger Rio (FC Rouen) (13esélection)                                | 90 |    |     |    |    |    |    |
| Alfred Aston (Red Star)                                            |    | 90 | 90  | 90 | 90 | 90 |    |
| Yvan Beck FC Sète (1resélection)                                   |    | 90 | 90  | 90 | 90 |    |    |
| Pierre Duhart (FC Sochaux) (1resélection)                          |    | 90 | 90  |    |    | 90 |    |
| Fritz Keller                                                       |    | 90 |     |    | 90 |    |    |
| Aimé Nuic (CS Metz) (1resélection)                                 |    |    | 37  |    |    |    |    |
| Jean Sécember (4eet dernière sélection)                            |    |    | r53 |    |    |    |    |
| Émile Veinante (Racing Paris) (12esélection)                       |    |    |     | 90 |    |    |    |
| Lucien Laurent (FC Mulhouse) (10eet dernière sélection)            |    |    |     |    | 90 |    |    |
| André Cheuva (SC Fives)                                            |    |    |     |    |    | 90 | 90 |
| Émile Zermani (Olympique de Marseille) (1reet dernière sélection)  |    |    |     |    |    | 90 |    |
| Robert Mercier (Racing Paris) (7eet dernière sélection)            |    |    |     |    |    |    | 90 |
| Ignace Kowalczyk (Valenciennes FC) (1resélection)                  |    |    |     |    |    |    | 90 |
| Édouard Waggi (Valenciennes FC) (1resélection)                     |    |    |     |    |    |    | 90 |